# Ajuntament antic de Sant Feliu de Codines
L'edifici de l'antic Ajuntament de Sant Feliu de Codines és un edifici del municipi de Sant Feliu de Codines (Vallès Oriental) inclòs en l'Inventari del Patrimoni Arquitectònic de Catalunya. La primitiva Casa de la Vila estava al número 9 del carrer de Sant Joan. D'ací passà més tard, la Corporació municipal, a establir-se al carrer de Vic. L'edifici es va construir en l'època del batlle Rosàs, l'any 1863. El dia 18 de setembre de 1943 es varen inaugurar les noves dependències de la Casa Consistorial en aquest edifici, amb motiu de la celebració de la festa major de la població, i hi varen ser fins al novembre de 2005, quan es van traslladar a un edifici nou, situat a la plaça Josep Umbert Ventura. Actualment és la seu de l'Escola de Música Municipal.
És un edifici entre parets mitgeres compost de planta baixa i dos pisos i amb coberta a dues vessants coronada per un ràfec. La façana té una composició plana i simètrica amb elements que li donen un caràcter neoclàssic. Està situat en el nucli antic del poble. Es troba junt al carrer-carretera, eix principal de la població i en ell s'hi troben els edificis més representatius de finals del segle xix i principis del XX de la localitat.